# 真菌病
真菌病（英語：mycosis）或真菌感染（fungal infection），是由各种致病真菌和条件致病真菌侵犯動物或人类黏膜、皮肤、内脏器官、全身引起的感染性疾病。若是真菌感染血液，一般特稱真菌血症，不称真菌病；此外若是真菌感染植物，不用 mycosis 这个术语。
真菌病相當常見，許多環境或生理條件都會為真菌感染創造了有利的條件。真菌通常透過吸入性或在皮膚上著生的方式感染，因此真菌病通常始於皮膚或肺部。有些真菌病只影響皮膚、毛髮等體表部位，不造成嚴重健康問題，有些則可以造成嚴重的全身性感染。全身性真菌感染更为严重，包括隐球菌病、组织胞浆菌病、肺囊蟲肺炎、曲霉病和毛霉菌病等，体征和症状范围广泛，浅表感染多造成皮疹、皮肤内或皮下的真菌感染可能造成肿块和皮肤变化，更深层次或全身性感染可能会出现肺炎样症状或脑膜炎。
真菌無處不在，但只有一些會引起疾病。真菌感染發生在孢子被吸入、接觸皮膚或通過皮膚（例如通過割傷、傷口或注射）進入人體後，發生在免疫系統較弱者的機會較高，如艾滋病病患、服用皮質類固醇者或正接受癌症化療者。引起人類感染的真菌包括酵母菌、黴菌和能夠以黴菌和酵母菌形式存在的真菌，例如白色念珠菌可以在人體內存活而不會產生症狀，並且能夠引起健康人的淺表輕度念珠菌症，如鵝口瘡或念珠菌性外阴阴道炎感染，以及無法自己抵抗感染的嚴重全身性念珠菌症。
真菌病的診斷通常基於體徵和症狀、顯微鏡檢查、培養，有時需要活檢和醫學成像的幫助。皮膚的一些淺表真菌感染可能與其他皮膚病如皮膚炎和扁平苔蘚相似。治療通常使用抗真菌药，通常採用乳膏形式、口服或注射形式，具體取決於具體感染及其程度。有些需要手術切除受感染的組織。
真菌感染在世界範圍內廣泛分佈並且很常見，每年影響超過10億人。據估計，2020年有170萬人死於真菌病，包括孢子絲菌病、著色芽生黴菌症和足菌腫在內的幾種被忽视热带病。其他動物身上也會發生多種真菌感染，其中有些可以從動物傳染給人。

## 临床分類
临床上，真菌病可依照感染的部位分成表淺真菌病、皮膚真菌病、皮下真菌病與全身性真菌病。

### 表淺真菌病

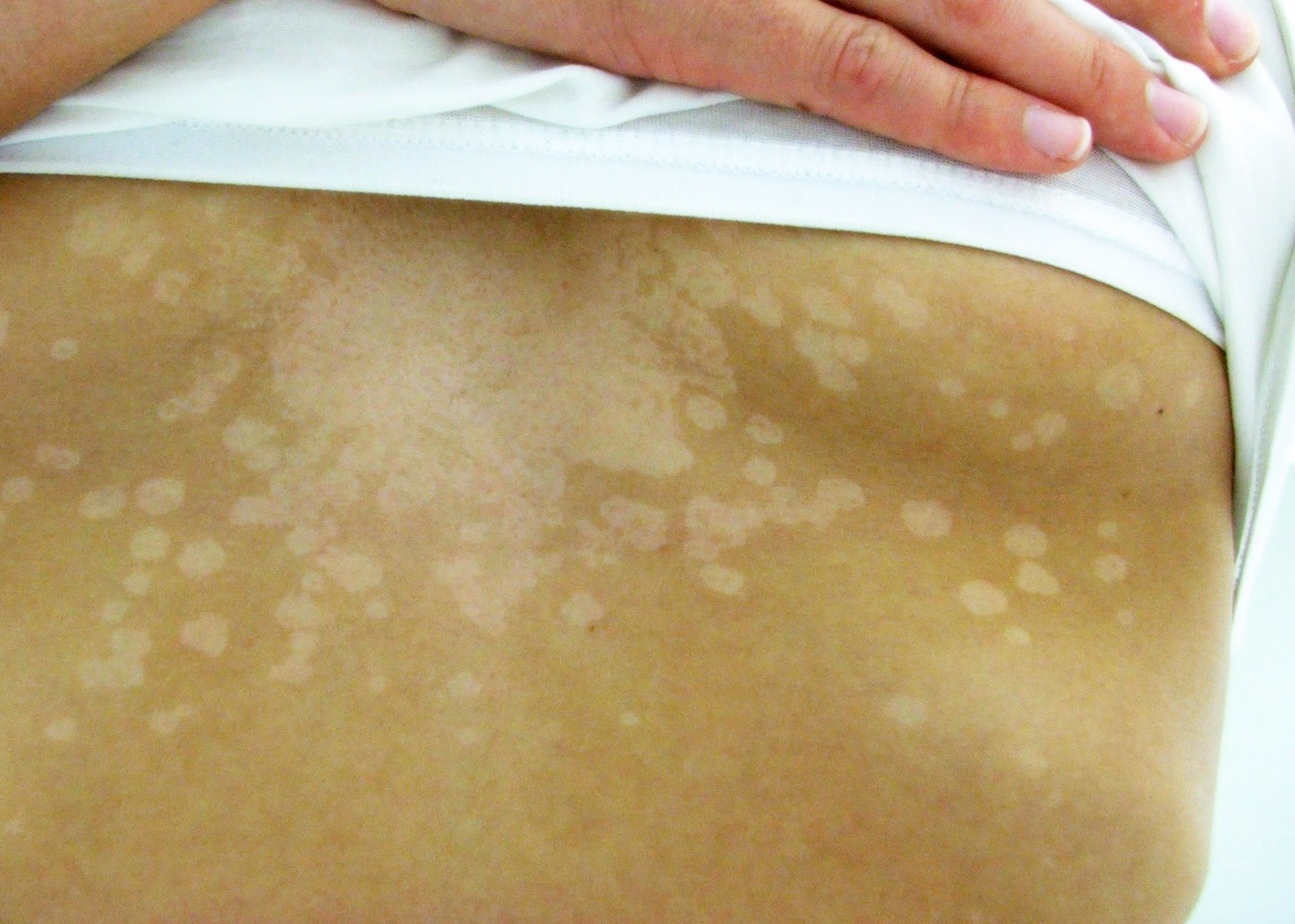
花斑癬

表淺真菌病（superficial mycoses）的感染只侷限在皮膚與毛髮的表層，通常不是嚴重的疾病，但可能造成美容問題。常見的例子包括花斑癬（俗稱汗斑），為糠疹馬拉色氏黴菌造成，在皮脂腺中生長，發生於胸部、手臂、背部等，造成表皮較淺或紅棕色的色斑。造成這種真菌過度活躍的原因包括潮濕的天氣與免疫系統較弱時，但此病不會對健康造成重大影響，用藥擦拭患部或天氣冷時就會自動痊癒。

### 皮膚真菌病
皮膚真菌病（cutaneous mycoses）的感染部位包括皮膚真皮、指甲及毛髮基部，雖不會對健康造成重大威脅，但通常為慢性，不易治療，且不同於表淺性感染，皮膚感染常會刺激宿主的免疫反應。足癬即是皮膚感染的一個著名例子。造成皮膚感染的真菌稱為皮膚真菌，相關疾病則常被稱為癬或皮癣菌病。皮膚感染通常是由毛癬菌（Trichophyton）、小孢癬菌（Microsporum）及表皮癬菌（Epidermophyton）等三個屬造成，共約包含41種真菌。毛癬菌可感染皮膚、毛髮及指甲，小孢癬菌只感染皮膚與毛髮，表皮癬菌則只感染皮膚及指甲。皮膚真菌的感染侷限於皮膚、指甲與毛髮等部位，即使在免疫缺乏的病人體內也不會擴及其他部位而造成全身性感染。

### 皮下真菌病

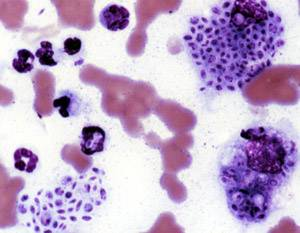
感染孢子絲菌病的貓之滲出液抹片

皮下真菌病（Subcutaneous mycoses）是真菌感染皮下組織及肌肉等引起的传染病。真菌通常是透過皮膚创傷進入皮下組織，形成溃疡、肿块，病程迁延且不易治療。有時甚至得動用如清創術的手術治療。皮下感染型真菌包括許多屬，所引發的疾病包括著色芽生菌症、真菌足菌腫、褐色絲菌症及孢子絲菌症等，其中前三種都只發生在熱帶地區。孢子絲菌病則是申克氏孢子絲菌從手部傷口進入造成的感染，因為患者多為農夫或園丁而又稱「玫瑰園丁症」。

### 全身性真菌病
全身性真菌病（systemic mycoses）又可分為可分病原性（pathogenic）及机会性感染（opportunistic）兩種，遍及血液、肺、腦脊髓液、耳、眼、尿道等，有致命的危險 。長期服用抗生素的患者為高危險群，因為抗生素不僅殺死致病的菌種，也殺死正常存在人體的細菌，改變了口腔、腸道及陰道菌叢內的微生物平衡，並造成真菌的過度生長。愛滋病患者、糖尿病患者、癌症患者、接受器官移植者、接受甾體治療者及接受化療者等免疫缺乏者受到全身性感染的風險也較高。

#### 病原性真菌

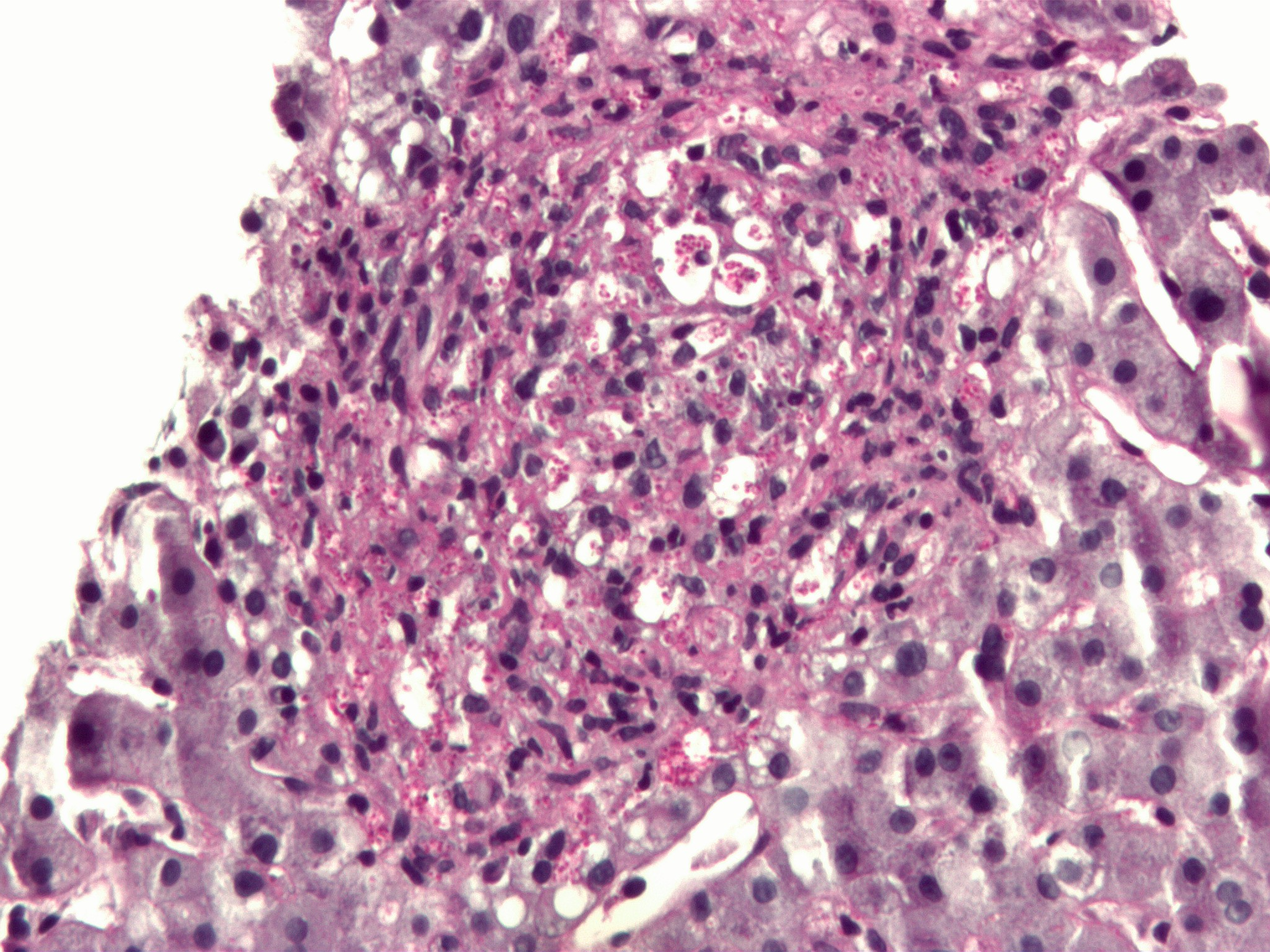
肉芽腫中的皮炎芽生菌（小型紅色顆粒狀者）

造成病原性感染的真菌可感染免疫力正常的人群，其感染通常從肺部開始，並擴散至全身，且此類真菌常為溫感兩型性，意及在不同溫度下型態有所差異，在一定溫度之下為菌絲型，之上則為酵母菌（單細胞）型。常見的兩個例子為皮炎芽生菌及莢膜胞漿菌，兩者均為北美洲常見菌種 。

#### 机会性真菌
机会性真菌為人體之正常菌種，也存在于土壤和腐烂的植被中。这些真菌的毒力（virulence）或病毒性很低，只有在消耗性疾病、或使用免疫抑制剂、或其他影响免疫的治疗、或放射疗法时，才可以建立感染，称机会性真菌病（B48.7，ICD-10）或机会性真菌感染，目前在国际疾病分类中大多被笼统地归于未归类真菌病B48之下。典型的易感人群包括愛滋病患者、過度服用抗生素者、接受免疫抑制療法者、或遠端轉移癌症患者。最普遍的伺機感染性真菌為白色念珠菌（B37）及新型隱球菌（B45），其它如麴菌、根黴菌也屬此类，會對肺部造成伺機感染 。

## ICD-10分类
在最新的国际疾病分类ICD-10CM中，已经明确分类的真菌病有13个。有些新发现的病种虽然病原菌已经被鉴定，但因为没有造成流行规模，目前没有独立成类，而是暂时被归于B48（未归类真菌病）之下。有些真菌病的致病菌没有鉴定清楚，无论是什么原因造成的，都被归于B49（难辨认真菌病）。
- (B35) 皮癣菌病（dermatophytoses）
- (B36) 其他浅表真菌病（other superficial mycoses）
- (B37) 念珠菌病（candidiasis）
- (B38) 球孢子菌病 (coccidioidomycosis)
- (B39) 组织胞浆菌病 (histoplasmosis)
- (B40) 芽生菌病 (blastomycosis)
- (B41) 副球孢子菌病 (paracoccidioidomycosis)
- (B42) 孢子丝菌病 (sporotrichosis)
- (B43) 着色真菌病 (chromomycosis)
- (B44) 麴霉菌病（aspergillosis）
- (B45) 隐球菌病 (cryptococcosis)
- (B46) 合子菌病（Zygomycosis）
- (B47) 足菌肿（mycetoma）
- (B48) 未归类真菌病（unclassified mycoses）
  - 48.0 罗波氏真菌病：罗波氏病，瘢痕芽生菌病
  - 48.1 犀牛孢子菌病
  - 48.2 Allescheriasis
  - 48.3 地毛菌病：地毛菌胃炎
  - 48.4 青霉菌病
  - 48.7 机会性真菌病
  - 48.8 其它病因明确但未归类真菌病：非复制孢子肺病（adiaspiromycosis）
- (B49) 难辨认真菌病（unspecified mycoses）

## 治療
真菌病可用抗真菌劑治療，依照感染程度使用局部或全身治療。因為真菌細胞與人類同為真核，故對真菌有毒之物質通常也對人類有害，抗真菌劑通常藉真菌細胞膜上的脂質（麥角固醇，有別於動物之膽固醇）產生作用。如多烯烃類及唑類化合物，前者與麥角固醇作用，改變其細胞膜對離子的通透性而造成細胞質滲漏，後者則抑制麥角固醇的合成，又可依其構造細分成咪唑型與三唑型。
其他抗真菌劑還有5-氟尿嘧啶（抑制DNA與RNA合成）、灰黃黴素（阻止微管形成）及碘化鉀（用於孢子絲菌症的治療）等。

## 參看
- 致病真菌
- 抗真菌劑